# ホセ・ルハノ
ホセ・ウンベルト・ルハノ・ギジェン（José Humberto Rujano Guillén、1982年2月18日 - ）は、ベネズエラ・メリダ州サンタ・クルス・デ・モラ出身の自転車競技（ロードレース）選手。

## 経歴
2003年にコロンビア＝セリェ・イタリアと契約を結んでプロ転向。
- タチラ州一周を2004年、2005年と総合連覇。

2005年
- ジロ・デ・イタリアでは、第13ステージから本格的に始まった山岳ステージで獅子奮迅の活躍を見せ、第19ステージを制覇。加えて総合優勝のパオロ・サヴォルデッリにわずか45秒差の総合3位となり、また同レースの山岳賞を獲得した。

2006年
- 6月1日に、クイックステップに移籍。

2007年、ユニベット・ドットコムに移籍。
- 国内選手権・個人タイムトライアルを制覇。
- しかし、アムステルゴールドレースで落車負傷し、その後の同年シーズンを棒に振った。
- 加えてユニベットが2007年シーズン限りで解散を余儀なくされた。

2008年、ケス・デパーニュに移籍したが、1シーズン限りで契約切れ。
2009年、ベネズエラ籍のゴベナシオン・メリダに移籍した。
- 国内選手権・ITT 優勝

2010年、ISD・ネーリに移籍。
- ツール・ド・ランカウイ総合優勝。
- タチラ州一周を5年ぶり3度目の総合優勝。

2011年、アンドローニ・ジョカットーリに移籍。
- ジロ・デ・イタリアに出場、第13ステージで、アルベルト・コンタドールをゴール直前で交わし区間優勝。総合では7位に入った。なお、後にコンタドールがドーピング裁定により記録を剥奪されたため、第9ステージが繰り上げ優勝となり、区間2勝となった（総合順位も6位となった）。

2012年
- ツール・ド・ランカウイ 総合2位